# Кримінальні сонети
Кримінальні сонети — студійний альбом українського рок-гурту Мертвий півень. Виданий 2008 року. Як і попередній, цей альбом створений разом з Юрієм Андруховичем і продовжує панківську лінію. Рецензент Антон Йожик Лейба називає цей альбом «переконливим циклом маргінальних за темою, але стьобно-філософських за змістом поезій».

## Список пісень
1. Юрій Андрухович — Азарт (00:49)
2. Мертвий півень — Азарт (04:09)
3. Юрій Андрухович — Постріл (00:51)
4. Мертвий півень — Постріл (04:29)
5. Юрій Андрухович — Життєпис (00:51)
6. Мертвий півень — Життєпис (02:43)
7. Юрій Андрухович — Ніжність (00:57)
8. Мертвий півень — Ніжність (03:47)
9. Юрій Андрухович — Мафія (00:50)
10. Мертвий півень — Мафія (03:58)